# Unterseeboot 99 (1940)
Pour les articles homonymes, voir Unterseeboot 99.
L’Unterseeboot 99 (U-99) est un U-Boot (sous-marin) de type VII.B de la Kriegsmarine pendant la Seconde Guerre mondiale.
Ce sous-marin détient le 2e meilleur palmarès de tous les U-Boote avec un total de 214 658 tonneaux de navires coulés (38 navires) et 37 965 tonneaux de navires endommagés.

## Construction
Le U-99 est issu du programme 1937-1938 pour une nouvelle classe de sous-marins océaniques. Il est de type VII B lancé entre 1936 et 1940. Construit dans les chantiers de Friedrich Krupp Germaniawerft AG à Kiel, la quille du U-99 est posée le 31 mars 1939 et il est lancé le 12 mars 1940. L'U-99 entre en service un mois plus tard.

## Historique
Mis en service le 18 avril 1940, l'U-99 sert initialement de navire-école pour son équipage, alors composé d'élèves sous-mariniers, au sein de la 7. Unterseebootsflottille à Kiel.

Le 1er juillet 1940, l'U-99 et son équipage deviennent opérationnels, toujours dans la 7. Unterseebootsflottille, d'abord à Kiel, puis à la base sous-marine de Saint-Nazaire.
Il réalise sa première patrouille de guerre, quittant le port de Kiel, le 18 juin 1940, sous les ordres du Kapitänleutnant Otto Kretschmer. Après huit jours en mer, il arrive à Wilhelmshaven le 25 juin 1940.
L'Unterseeboot 99 a effectué huit patrouilles, pour un total de cent vingt-sept jours à la mer, durant lesquelles il a coulé trente-cinq navires marchands cumulant 198 218 tonneaux, trois navires de guerre auxiliaires totalisant 46 440 tonneaux, a endommagé cinq navires marchands pour 37 965 tonneaux, et a capturé un navire marchand de 2 136 tonneaux.
Le 21 juin 1940, entrant à Bergen pour une urgence médicale, l'U-99 navigue dans les traces du croiseur de bataille allemand Scharnhorst. Un hydravion de reconnaissance Arado Ar 196 confond l'U-Boot avec un sous-marin britannique et l'attaque, provoquant des dégâts qui forcent l'U-Boot à retourner en Allemagne pour réparations.
Deux jours plus tard, le 23 juin 1940, l'U-Boot naviguant vers Wilhelmshaven afin d'effectuer ces réparations est bombardé à deux reprises, cette fois par des avions ennemis lui infligeant seulement des dégâts mineurs.
Le 29 juin 1940, en plongée pour échapper à l'attaque d'un avion allemand lâchant trois bombes sur lui, l'U-99 subit des dommages légers en heurtant le fond
marin. Il poursuit sa patrouille après avoir réparé.
Le 7 juillet 1940, à 14 h 14, l'U-99 tente d'arrêter le navire marchand armé anglais Manistee avec ses armes de pont, après lui avoir lancé sans succès une torpille G7E à 14 h 1. Le duel d'armes à feu n'est pas décisif ; l'U-99 rompt le combat lorsque des coups tombent à moins de 200 m de lui.
Le 8 juillet 1940, après une attaque réussie contre le convoi HX-53 au sud de Fastnet Rock, l'escorte du convoi lui lance un total de 107 grenades sous-marines pendant plus de quatorze heures, mais l'U-99 en sort indemne.
Le 31 juillet 1940, à la suite d'une attaque réussie contre le convoi OB-191, l'escorte riposte en jetant vingt grenades sous-marines, mais l'U-99 s'échappe sans dégât. Dans la soirée, l'U-Boot fait surface pour attaquer de nouveau le convoi, étant par deux fois contraint de plonger, bombardé par un hydravion ennemi, de nouveau sans dommage.
Le 27 septembre 1940, au cours d'un assaut aérien de nuit visant la base sous-marine de Lorient, deux bombes tombent près de l'U-Boot amarré ; des débris causent de légers dégâts au pont.
Pour sa huitième patrouille, l'U-99 quitte le port de Lorient le 22 février 1941 pour l'ouest de la Manche toujours sous les ordres d'Otto Kretschmer. Après vingt-quatre jours en mer, couronnés par sept navires coulés, totalisant 61 711 tonneaux et d'un navire endommagé de 9 314 tonneaux, l'U-99 tire avec succès sa dernière torpille le 16 mars 1941 contre le navire marchand suédois Korshamn. Son officier de quart repère le destroyer HMS Walker le 17 mars 1941, au sud-est de l'Islande, à la position géographique approximative de 61° 00′ N, 12° 00′ O. L'officier ordonne immédiatement la plongée, contrevenant ainsi aux ordres permanents de Kretschmer.
En plongée, l'U-Boot est rapidement repéré par l'ASDIC du destroyer et attaqué par les destroyers HMS Walker et HMS Vanoc au moyen de charges de profondeur. L'U-99 est entraîné en profondeur par la riposte, gravement endommagé. Otto Kretschmer n'a d'autre choix que de faire surface ; immédiatement un fort feu ennemi s'abat sur lui. Kretschmer envoie un message à Donald Macintyre (en), le capitaine du HMS Walker, "CAPTAIN TO CAPTAIN. I AM SUNKING [sic] PLEASE RESCUE MY CREW." (Capitaine à capitaine. Je coule. S'il vous plaît, sauvez mon équipage).
Kretschmer ordonne ensuite de saborder l'U-Boot ; la machine Enigma, ses codes et les documents secrets sont détruits. Quarante membres de l'équipage, y compris le commandant Otto Kretschmer, sont sauvés et recueillis par le HMS Walker, tandis que trois autres sous-mariniers périssent. L'officier mécanicien meurt en accélérant le sabordage pour éviter la capture du submersible.
Les survivants deviennent des prisonniers de guerre. Le capitaine du HMS Walker, Macintyre, conserve les jumelles de Kretschmer comme trophée, jusqu'en 1955.
Le HMS Walker, chargé de ses prisonniers arrive à Liverpool le 21 mars 1941. Le lendemain, les survivants de l'U-99 sont transférés par chemin de fer à Londres pour y subir des interrogatoires. Plus tard, ils quittent la Grande-Bretagne pour le pays de Galles dans les monts Cambriens. Ils sont internés dans un camp de prisonniers de guerre. Otto Kretschmer est emprisonné au Canada.

## Affectation
- 7. Unterseebootsflottille à Kiel du 18 avril 1940 au 30 juin 1940 (Flottille d'entraînement).
- 7. Unterseebootsflottille à Kiel et Saint-Nazaire du 1er juillet 1940 au 17 mars 1941 (Flottille de combat).

## Commandement
- Kapitänleutnant Otto Kretschmer du 18 avril 1940 au 17 mars 1941

## Patrouilles
|       | Commandant             | Départ           | Départ        | Arrivée           | Arrivée       | Jours     | Succès    |
| ----- | ---------------------- | ---------------- | ------------- | ----------------- | ------------- | --------- | --------- |
| 1     | Kptlt. Otto Kretschmer | 18 juin 1940     | Kiel          | 25 juin 1940      | Wilhelmshaven | 8 jours   |           |
| 2     | Kptlt. Otto Kretschmer | 27 juin 1940     | Wilhelmshaven | 21 juillet 1940   | Lorient       | 25 jours  | 22 719    |
| 3     | Kptlt. Otto Kretschmer | 25 juillet 1940  | Lorient       | 5 août 1940       | Lorient       | 12 jours  | 57 890    |
| 4     | Kptlt. Otto Kretschmer | 4 septembre 1940 | Lorient       | 25 septembre 1940 | Lorient       | 22 jours  | 25 925    |
| 5     | Kptlt. Otto Kretschmer | 13 octobre 1940  | Lorient       | 22 octobre 1940   | Lorient       | 10 jours  | 30 502    |
| 6     | Kptlt. Otto Kretschmer | 30 octobre 1940  | Lorient       | 8 novembre 1940   | Lorient       | 10 jours  | 42 407    |
| 7     | Kptlt. Otto Kretschmer | 27 novembre 1940 | Lorient       | 12 décembre 1940  | Lorient       | 16 jours  | 34 291    |
| 8     | Kptlt. Otto Kretschmer | 22 février 1941  | Lorient       | 17 mars 1941      | Coulé         | 24 jours  | 71 025    |
| Total | Total                  | Total            | Total         | Total             | Total         | 127 jours | 284 759 t |

## Navires coulés
L'Unterseeboot 99 a coulé 35 navires marchands pour un total de 198 218 tonneaux, 3 navires de guerre auxiliaires pour un total de 46 440 tonneaux, a endommagé 5 navires marchands pour un total de 37 965 tonneaux, et a capturé un navire marchand de 2 136 tonneaux au cours des 8 patrouilles (127 jours en mer) qu'il effectua. (note : le tableau indique que le U99 a coulé le SS MAGOG, un navire à vapeur de la Canada Steamship Lines, à ne pas confondre avec la corvette HMCS MAGOG torpillée par le U-1223 le 14 octobre 1943).
| Date              | Nom                    | Nationalité | Tonnage (GRT) | Fait      |
| ----------------- | ---------------------- | ----------- | ------------- | --------- |
| 5 juillet 1940    | Magog                  | Canada      | 2 053         | Coulé     |
| 7 juillet 1940    | Bissen                 | Suède       | 1 514         | Coulé     |
| 7 juillet 1940    | SS Manistee (en)       | Royaume-Uni | 5 360         | Échappé   |
| 7 juillet 1940    | Sea Glory              | Royaume-Uni | 1 964         | Coulé     |
| 8 juillet 1940    | Humber Arm             | Royaume-Uni | 5 758         | Coulé     |
| 12 juillet 1940   | Ia                     | Grèce       | 4 861         | Coulé     |
| 12 juillet 1940   | Merisaar*              | Estonie     | 2 136         | Capturé   |
| 18 juillet 1940   | Woodbury               | Royaume-Uni | 4 434         | Coulé     |
| 28 juillet 1940   | Auckland Star          | Royaume-Uni | 13 212        | Coulé     |
| 29 juillet 1940   | Clan Menzies           | Royaume-Uni | 7 226         | Coulé     |
| 31 juillet 1940   | Jamaica Progress       | Royaume-Uni | 5 475         | Coulé     |
| 31 juillet 1940   | Jersey City            | Royaume-Uni | 6 322         | Coulé     |
| 2 août 1940       | Alexia                 | Royaume-Uni | 8 016         | Endommagé |
| 2 août 1940       | Lucerna                | Royaume-Uni | 6 556         | Endommagé |
| 2 août 1940       | Strinda                | Norvège     | 10 973        | Endommagé |
| 11 septembre 1940 | Albionic               | Royaume-Uni | 2 468         | Coulé     |
| 15 septembre 1940 | Kenordoc               | Canada      | 1 780         | Coulé     |
| 16 septembre 1940 | Lotos                  | Norvège     | 1 327         | Coulé     |
| 17 septembre 1940 | SS Crown Arun (en)     | Royaume-Uni | 2 372         | Coulé     |
| 21 septembre 1940 | Baron Blythswood       | Royaume-Uni | 3 668         | Coulé     |
| 21 septembre 1940 | Elmbank                | Royaume-Uni | 5 156         | Coulé     |
| 21 septembre 1940 | Invershannon           | Royaume-Uni | 9 154         | Coulé     |
| 18 octobre 1940   | SS Empire Miniver (en) | Royaume-Uni | 6 055         | Coulé     |
| 18 octobre 1940   | SS Fiscus (en)         | Royaume-Uni | 4 815         | Coulé     |
| 18 octobre 1940   | Niritos                | Grèce       | 3 854         | Coulé     |
| 19 octobre 1940   | SS Clintonia           | Royaume-Uni | 3 106         | Endommagé |
| 19 octobre 1940   | SS Empire Brigade (en) | Royaume-Uni | 5 154         | Coulé     |
| 19 octobre 1940   | SS Snefjeld (en)       | Norvège     | 1 643         | Coulé     |
| 19 octobre 1940   | Thalia                 | Grèce       | 5 875         | Coulé     |
| 3 novembre 1940   | Casanare               | Royaume-Uni | 5 376         | Coulé     |
| 3 novembre 1940   | HMS Laurentic          | Royaume-Uni | 18 724        | Coulé     |
| 4 novembre 1940   | SS Patroclus (en)      | Royaume-Uni | 11 314        | Coulé     |
| 5 novembre 1940   | Scottish Maiden        | Royaume-Uni | 6 993         | Coulé     |
| 2 décembre 1940   | HMS Forfar (en)        | Royaume-Uni | 16 402        | Coulé     |
| 2 décembre 1940   | Samnanger              | Norvège     | 4 276         | Coulé     |
| 3 décembre 1940   | Conch                  | Royaume-Uni | 8 376         | Coulé     |
| 7 décembre 1940   | Farmsum                | Pays-Bas    | 5 237         | Coulé     |
| 7 mars 1941       | Athelbeach             | Royaume-Uni | 6 568         | Coulé     |
| 7 mars 1941       | Terje Viken            | Royaume-Uni | 20 638        | Coulé     |
| 16 mars 1941      | Beduin                 | Norvège     | 8 136         | Coulé     |
| 16 mars 1941      | Ferm                   | Norvège     | 6 593         | Coulé     |
| 16 mars 1941      | Franche-Comté          | Royaume-Uni | 9 314         | Endommagé |
| 16 mars 1941      | J. B. White            | Canada      | 7 375         | Coulé     |
| 16 mars 1941      | Korshamn               | Suède       | 6 673         | Coulé     |
| 16 mars 1941      | Venetia                | Royaume-Uni | 5 728         | Coulé     |